# Feed
Ein Feed ist eine Benutzeroberfläche zur zentralen Darstellung bestimmter Inhalte, die meist von verschiedenen Webseiten stammen. Die Inhalte werden in einer einheitlichen Form einer nach dem anderen aufgelistet und sind scrollbar.

## Social-Media-Feeds
Die meisten sozialen Netzwerke, wie z. B. Instagram, Facebook und Twitter, besitzen als individuelle Startseite und wichtigste Benutzeroberfläche einen zentralen Feed. Dieser setzt sich vor allem aus den Beiträgen derjenigen anderen Profile zusammen, die der jeweilige Benutzer verknüpft bzw. abonniert hat („Abos“ bzw. „Follows“). Früher bestanden Social-Media-Feeds noch ausschließlich aus diesen Beiträgen, heute schalten viele Plattformen auch „fremde“ Beiträge oder Werbung dazwischen. Eine weitere Entwicklung ist, dass diese Feeds früher öfter noch strikt chronologisch sortiert waren, heute verändern die Netzwerkbetreiber über Algorithmen ihre Feeds in der Regel stark derart, dass der jeweilige Benutzer dazu manipuliert wird, möglichst viel Zeit auf der Plattform zu verbringen. Dies geschieht zum Beispiel mithilfe der Likes. Der Grund dafür ist, dass hinter jedem der größten sozialen Netzwerke ein gewinnorientierter Konzern steckt und dies die Werbeeinnahmen steigert. Es sind auch Fälle bekannt, in denen die großen Netzwerke aus Korruption oder nach Einwirkung mächtiger politischer Akteure Algorithmen von Feeds manipuliert haben, um die öffentliche Meinung zu ändern.

## Web-Feeds
Web-Feed (auch „News-Feed“) bezeichnet sowohl einen Feed von Änderungen bzw. Beiträgen verschiedener Websites (z. B. Nachrichten-Seiten, Blogs, Foren, Wikis) als auch die einzelnen abonnierbaren Kanäle. Zur Zusammenstellung seines Web-Feeds abonniert der Benutzer also verschiedene einzelne Web-Feeds. Der Abruf erfolgt mit einem Feedreader.